# Aphthona biokovensis
Aphthona biokovensis là một loài bọ cánh cứng trong họ Chrysomelidae. Loài này được Penecke miêu tả khoa học năm 1907.